# 和田善平
和田 善平（わだ よしひら、1844年（弘化元年） - 1908年（明治41年）5月2日）は、日本の建築家。

## 経歴
京都生まれ。家は代々朝廷の内匠(うちたくみ)職（棟梁）。明治時代になり東京に移り、内匠課雇として宮内省にはいり、建築掛設計方として皇居造営、小松宮・東伏見宮・梨本宮の邸宅の設計などに関わる。
造営では賢所、神嘉殿などを担当した。また東宮御所に1897年（明治30年）新築の新御座所を手がけている。
1908年（明治41年）5月2日歿。享年65歳。墓所は青山霊園1-ロ21-1。墓石には、内匠寮技師正七位勲六等和田善平と刻まれている。また、墓碑に刻まれている歿年が「明治四十一年五月一日」となっており、記録とは1日ずれている。